# Villamar (Michoacán)
Villamar es una localidad del estado mexicano de Michoacán de Ocampo, cabecera del municipio homónimo.

## Toponimia
El nombre «Villamar» recuerda a Eligio Villamar, combatiente destacado durante la intervención norteamericana.
Su anterior nombre era «Guarachita» hasta que mediante el Decreto No. 32 del 11 de marzo de 1935 se le cambió el nombre de la localidad al actual.

## Geografía
La localidad de Villamar se encuentra en la ubicación 20°1′16″N 102°35′42″O / 20.02111, -102.59500, a una altitud de 1528 m s. n. m. La zona urbana ocupa una superficie de 3.098 km².

## Demografía
Según los datos registrados en el censo de 2020, la población de Villamar es de 2978 habitantes, lo que representa un decrecimiento promedio de -0.39 % anual en el período 2010-2020 sobre la base de los 3095 habitantes registrados en el censo anterior. Al año 2020 una densidad poblacional era de 961,1 hab/km².
| Gráfica de evolución demográfica de Villamar entre 1900 y 2020                                              |
| |
| Población de los censos y conteos del Instituto Nacional de Estadística y Geografía (INEGI) de 1900 a 2020. |

En 2020 el 48 % de la población (1430 personas) eran hombres y el 52 % (1548 personas) eran mujeres. El 59.7 % de la población, (1778 personas), tenía edades comprendidas entre los 15 y los 64 años.
La población de Villamar está mayoritariamente alfabetizada (7.52 % de personas mayores de 15 años analfabetas, según relevamiento del año 2020), con un grado de escolaridad en torno a los 7.5 años.  El 99.1 % de los habitantes de Villamar profesa la religión católica.
En el año 2010 estaba clasificada como una localidad de grado medio de vulnerabilidad social. Según el relevamiento realizado, 1344 personas de 15 años o más no habían completado la educación básica —carencia conocida como rezago educativo—, y 1127 personas no disponían de acceso a la salud.